# ويليام جونسون (لاعب كرة قاعدة)
ويليام جونسون (بالإنجليزية: William Penn Johnson)‏ هو لاعب كرة قاعدة أمريكي، ولد في 23 مايو 1844 في بارما في الولايات المتحدة، وتوفي في 7 مارس 1925 في ألباكركي في الولايات المتحدة.

## وصلات خارجية
- كاليب جونسون على موقعبيزبول رفرنس.كوم (الدوري الرئيسي) (الإنجليزية)